# Marmosa grisa
La marmosa grisa (Marmosops incanus) és una espècie d'opòssum de Sud-amèrica. Viu al Brasil.